# Gama fulvipennis
Gama fulvipennis är en skalbaggsart som beskrevs av Moser 1918. Gama fulvipennis ingår i släktet Gama och familjen Melolonthidae. Inga underarter finns listade i Catalogue of Life.